# Le Portement de Croix (Lotto)
Pour les articles homonymes, voir Le Portement de Croix.
Le Portement de Croix est un tableau réalisé par le peintre italien Lorenzo Lotto en 1526 à Venise. Presque carrée, cette huile sur toile est une peinture chrétienne qui représente le Portement de croix, pendant la Passion. Vêtu d'une tunique rouge, la sainte Couronne sur la tête et une corde au cou, Jésus-Christ y figure larmes aux yeux alors que deux soldats romains le harcèlent, l'un d'eux empoignant ses cheveux.
Achetée en 1982, l'œuvre est conservée au musée du Louvre, à Paris, en France.